# Paul MacLean
Paul D. MacLean (1 de Maio 1913 – 26 de Dezembro 2007) foi um médico e neurocientista estadunidense que se tornou notório por sua teoria do cérebro trino. A teoria de MacLean parte do pressuposto que o cérebro humano resulta da existência de três cérebros em um: o complexo réptil, o sistema límbico e o neocórtex.